# Småkroksjöarna (södra)
Småkroksjöarna är en sjö i Skellefteå kommun i Västerbotten och ingår i Bureälvens huvudavrinningsområde.